# تیتو اوکلو
تیتو اوکلو (به انگلیسی: Tito Okello) (زاده‌ی ۱۹۱۴ – درگذشته ۳ ژوئن ۱۹۹۶) یک سیاستمدار اوگاندایی و از ۲۹ ژوئیه ۱۹۸۵ تا ۲۶ ژانویه ۱۹۸۶ رئیس جمهور اوگاندا بود.